# Oud-Griekse wiskunde

Illustratie bij het bewijs van Euclides van de stelling van Pythagoras.

De oud-Griekse wiskunde is de in de Oudgriekse taal geschreven wiskunde, zoals deze zich vanaf de 7e eeuw v.Chr. tot de 4e eeuw n.Chr. langs de oostelijke kusten van de Middellandse Zee ontwikkelde. Griekse wiskundigen woonden in tal van steden om het hele oostelijke deel van de Middellandse Zee, van het huidige zuiden van Italië en Sicilië tot in Noord-Afrika naar het oosten tot Anatolië, het huidige Turkije. Zij werden door de oud-Griekse cultuur en het Oudgrieks verenigd. De oud-Griekse wiskunde uit de periode na Alexander de Grote wordt ook wel hellenistische wiskunde genoemd.
Het woord mathematica, synoniem voor wiskunde, is afgeleid van het Oudgriekse μάθημα, mathema, wat 'onderwerp van instructie' betekent, dat weer van μᾰνθᾰ́νω afkomt, dat in ruime zin leren betekent.
De studie van de wiskunde als doel op zich en het gebruik van algemene wiskundige theorieën en bewijzen is het belangrijkste verschil tussen de oud-Griekse wiskunde en die van beschavingen van voor het oude Griekenland.